# USNS General Hoyt S. Vandenberg (T-AGM-10)
L'USNS General Hoyt S. Vandenberg (T-AGM-10) est un navire de transport américain de classe General G. O. Squier (en) qui a été transformé en bâtiment d'essais et de mesures entre 1961 et 1964.
Il a également porté les noms USS General Harry Taylor (AP-145) (1943-1946), USAT General Harry Taylor (1946-1950), USNS General Harry Taylor (T-AP-145) (1950-1958) et USAFS General Hoyt S. Vandenberg (1961-1964).
Il est nommé d'après Harry Taylor (en) puis Hoyt S. Vandenberg.

## Historique
Construit en 1943 et notamment en service dans l'United States Navy, il est, en 2009, coulé après une carrière bien remplie pour servir de récif artificiel. Il est le deuxième plus gros navire coulé pour devenir un récif artificiel après l'USS Oriskany,.

## Dans laculture populaire

### Cinéma
- Virus (film, 1999)[3].